# Trap (musique)
Pour les articles homonymes, voir Trap.
Sous-genres
Cloud rap, drill, phonk, plugg, rage, tread rap
Genres dérivés
Afro trap, rap emo, hookah rap, hyperpop, trap latino
Genres associés
Country trap, EDM trap, trap metal
La trap est un genre musical issu du hip-hop sudiste, ayant émergé au début des années 2000 dans le sud des États-Unis,. Il se caractérise par son contenu lyrique et un son particulier, lié notamment à l'utilisation importante du kick de la boîte à rythme Roland TR-808 (caractérisés par la présence plus importante de sub-bass), des doubles croches, triolets et autres divisions temporelles plus rapides aux sonorités charleston, des nappes de synthétiseur et des ensembles de cordes virtuelles,.
En 2012, un nouveau courant de producteurs et de DJ de renom de musique électronique commencent à intégrer des éléments de trap dans leurs créations. Cela contribue à élargir sa popularité parmi les fans de musique électronique. Un certain nombre de ramifications stylistiques de trap se développent. Durant le second semestre 2012, il connaît une popularité croissante et a une incidence notable sur la dance.

## Histoire

### Origines
L'appellation « trap » est initialement utilisée pour désigner les lieux où se pratiquaient les trafics de drogue. Les fans et les critiques commencent à qualifier ces rappeurs, dont les textes avaient pour sujet principal le trafic de drogue, de « rappeurs trap ». Dans le magazine Complex, le journaliste David Drake écrit : « Le trap, au début des années 2000, n'était pas un style mais une référence réelle aux lieux de trafic », et le terme est adopté plus tard pour décrire la « musique faite dans ces endroits ».
Les paroles reprennent des thèmes sur les conditions de vie des ghettos, le trafic de drogue et la lutte pour le succès. Des rappeurs originaires du sud, tels que T.I., Gucci Mane et Young Jeezy ont contribué à élargir la popularité du genre musical et des enregistrements commencent à apparaître sur des mixtapes et les stations de radio locales. En 2003, le trap commence à émerger à la suite du succès d'un certain nombre d'albums et de singles réalisés à ce moment-là. Le second album studio de T.I., Trap Muzik, est un grand succès commercial, avec plus de 2,1 millions d'exemplaires vendus. Le titre phare de l'album, 24's, est sélectionné par EA pour le jeu vidéo Need for Speed: Underground.
En 2005, la musique trap bouscule l'ordre établi des courants musicaux en place avec la sortie du Let's Get It: Thug Motivation 101 de Young Jeezy. L'album se classe numéro deux au Billboard 200, avec 172 000 exemplaires vendus dès sa première semaine de sortie et est plus tard certifié disque de platine par la RIAA pour la vente de plus d'un million d'exemplaires. Parmi les premiers producteurs de trap, on peut citer Drumma Boy, Shawty Redd, Zaytoven et DJ Toomp ainsi que Metro Boomin.

### Reconnaissance

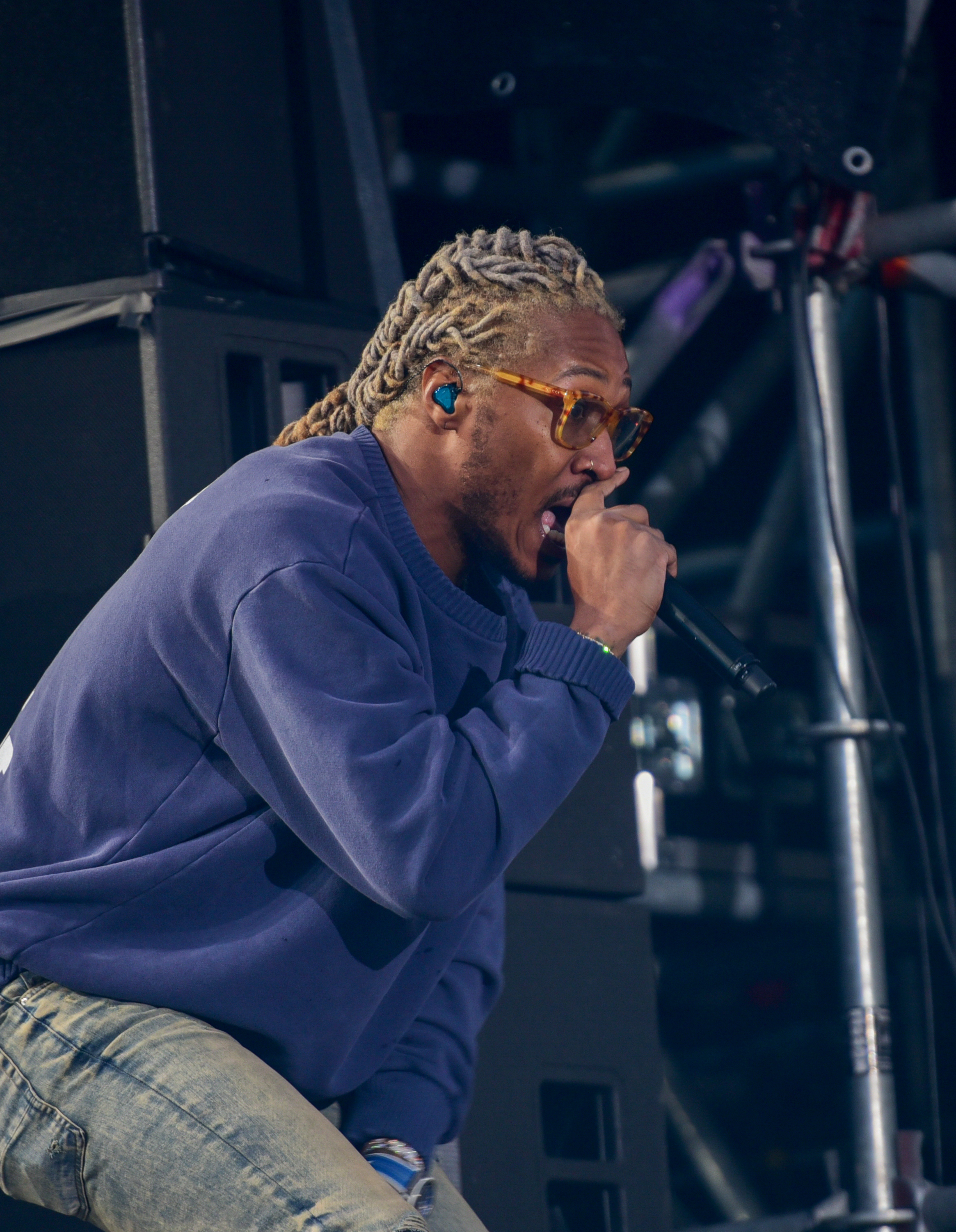
Future, un des principaux représentants du genre.

En 2010, les enregistrements trap se mesurent aux meilleurs des classements hip-hop. Le producteur Lex Luger connaît une énorme popularité et se consacre à produire un certain nombre de titres d'artistes célèbres, tels que B.M.F. (Blowin' Money Fast) et MC Hammer de Rick Ross, H•A•M et See Me Now de Kanye West ou encore le Hard in da Paint de Waka Flocka Flame,. La marque de fabrique du son de Luger a depuis été largement adoptée par les producteurs de rap, en essayant de reproduire son succès.
Depuis 2011, bon nombre de producteurs de trap moderne connaissent la popularité dont particulièrement 808 Mafia, Metro Boomin, Southside, Sonny Digital et Young Chop. Quelques producteurs élargissent leur spectre vers d'autres genres tels que le R&B (Mike WiLL Made It) et la musique électronique (AraabMuzik). En 2012, les titres trap, publiés par des rappeurs comme Chief Keef et Future, engendrent une véritable épidémie. I Don't Like et Love Sosa de Keef obtiennent plus de 30 millions de vues sur YouTube. I Don't Like inspire Kanye West qui crée un remix de la chanson, l'incluant dans la compilation Cruel Summer, de son label GOOD Music. Stelios Phili de GQ baptise la musique trap, le « son du hip-hop 2012 ».
Lady Gaga enregistre un titre d'inspiration trap intitulé Jewels 'n Drugs sur son album de 2013, Artpop, faisant appel aux rappeurs T.I., Too $hort et Twista. Le mélange entre pop et trap est accueillie de façon mitigée par la presse spécialisée,. En septembre 2013, la chanteuse pop américaine Katy Perry publie une chanson intitulée Dark Horse en collaborant avec le rappeur Juicy J, dans son album Prism, qui distille des saveurs trap,.

### Mutations électroniques
En 2012, de nouveaux styles et évolutions de la musique électronique intégrant des éléments de musique trap, comme l'« acid trap », le « trap-ah-ton » et le trapstep commencent à amplifier sa popularité. La plupart de ces déclinaisons combinent les schéma rythmiques trap avec les synthétiseurs de l'EDM , pour créer des « rythmes brouillons et agressifs [...] et [...] de sombres mélodies ». Des compositeurs électroniques, tels que Diplo, TNGHT (le duo formé de Hudson Mohawke et Lunice), Baauer, DJ Snake, Flosstradamus, Hucci, RL Grime et Yellow Claw sont des acteurs majeurs de la popularité de ces évolutions de la musique trap, captant l’intérêt des fans de musique électronique.
Dans la seconde moitié de 2012, ces nouvelles ramifications du trap développent leur popularité telle une épidémie et influencent considérablement l'EDM. La musique, initialement baptisée simplement « trap » par les producteurs et les fans, a conduit à ce que l'appellation « trap » s'adresse à la fois aux mondes des rappeurs et des producteurs électroniques et a mené à la confusion entre les adeptes de chaque genre. Au lieu de se référer à un seul genre, le terme « trap » est utilisé pour décrire deux genres distincts du rap et de la dance. La nouvelle vague du genre est qualifiée par certains d'« EDM trap »,,, pour la distinguer du rap proprement dit, et comparé au dubstep en raison de sa soudaine popularité. L'évolution de l'EDM trap subit les influences structurelles et stylistiques du dubstep, d'après Rebecca Haithcoat du LA Weekly : « Vous pourriez carrément l'appeler la prochaine phase du dubstep. Ça se joue façon « prêt-à-porter » pour club à 140 bpm tout en conservant les drops délirants du dubstep » et cela ne cesse de gagner en popularité.
En 2013, une vidéo de fan du Harlem Shake de Baauer devient un mème, propulsant le titre à la première place du Billboard Hot 100. Cinq producteurs EDM Trap réputés l'interprètent en 2013 lors de l'Ultra Music Festival, à savoir Carnage, ƱZ, DJ Craze, Baauer et Flosstradamus. En 2013, le festival Tomorrowland présente une scène trap.

### Expansion et succès grand public
Au milieu des années 2010, un nouveau sous-genres de la scène hardstyle lié au trap fait son apparition. Les producteurs évoquent le style « trapstyle » avec des morceaux reprenant des éléments trap dans la musique hard dance. DJ Coone l'évoque dans son remix du morceau Techno de Yellow Claw, Diplo et LNY TNZ. En 2018, les deux artistes colombiens Shakira et Maluma sortent un titre en commun intitulé Trap. Ce dernier a déjà sorti un single 4 Babies en 2017 sur son album F.A.M.E.
En 2019, la chanson Old Town Road de Lil Nas X mêle trap et musique western et musique country. En mars 2019, la chanson débute à la 19e place du Hot Country Songs avant d'être retirée du classement une semaine plus tard. Un remix avec Billy Ray Cyrus est publié le 5 avril 2019 et devient plus tard le single hip-hop numéro un le plus long de tous les temps et le single numéro un le plus long de tous les temps au Billboard Hot 100, pendant 19 semaines, dépassant le record établi par One Sweet Day de Mariah Carey et Boyz II Men et Despacito de Luis Fonsi et Daddy Yankee featuring Justin Bieber.

## France

### Origines
En France, on peut trouver des morceaux inspirés par le mouvement trap d’Atlanta dès les années 2000, chez des rappeurs comme Mac Tyer, La Fouine ou Booba, qui s’inspirent des productions américaines. 93 tu peux pas test ou So de Mac Tyer paru en 2006 dans l’album Le Général sont des morceaux trap, tout comme Garcimore de Booba (2008), inspiré du rappeur Young Jeezy. Les albums La Fouine vs Laouni de La Fouine et Lunatic de Booba sont des premiers moments de bascule. C’est l’album Or Noir de Kaaris, paru en 2013 qui lance pleinement le mouvement trap français,.

### Premier âge d'or (2012–2015)
Quand la scène trap se démocratise en France en 2012-2013, elle répond à une demande du public, qui ressent le besoin de changer des formes plus classiques de rap. Ce que l’on va appeler trap en France est un mélange entre les sonorités de différentes scènes américaines : la drill (celle de Chicago, pas celle de Londres), la trap (plus celle d’Atlanta des années 2010 que celle de Memphis), la musique cloud, et le rap français plus classique.
La sortie d’Or Noir et les apparitions de Kaaris dans les clips de Zoo et de Kalash sont des marqueurs important du coup d’envoi de la trap en France. Or Noir, produit avec Therapy 2093, est depuis considéré comme l’un des plus importants de l’histoire du rap français. L’album est marqué d’une atmosphère sombre et de paroles crues, une esthétique que l’on va retrouver dans les productions trap française qui suivront. De nombreux artistes du rap d’aujourd’hui comme 13 Block ou Kerchak citent Or Noir comme une référence,.
Kaaris s'était déjà illustré quelques mois plus tôt dans le morceau Kalash de Booba sorti sur l’album Futur. Cet album, paru en 2012, est un disque précurseur de la vague trap en France, qui contient quelques morceaux du genre, comme Maitre Yoda. S’il existe d’autres exemples de morceaux trap en France avant les sorties de Kaaris et Booba, le rap restait, dans les années 2010, 2011, 2012 dominés par les productions de Sexion D’Assaut et de L’entourage, notamment le groupe 1995. La sortie d’Or Noir est citée comme un moment de bascule dans le rap français. Les années qui la suivent sont considérées comme un âge d’or de la trap française,.
À la suite de Kaaris, de nombreux artistes s’inscrivent dans le mouvement Trap, comme Gradur, Niska, XVBARBAR, PSO Thug. D’autres artistes se démarquent dans des mouvements parallèles à la trap, comme l’afro trap de MHD ou la Mafioso Trap de Lacrim et SCH, nourrie par l’esthétique de la mafia italienne, à l’image de la série Gomorra.
Quelques producteurs français vont se faire un nom au début de la vague trap. UZ, alias de DJ Troubl dont l’identité est longtemps restée secrète, était un ancien champion de deejaying et producteur important des débuts de la trap. Ces mixtapes Balltrap Music et Trap Shit étaient attendues et invitaient des artistes respectés comme Trinidad James, Trae tha Truth, Baauer, Salv. L’agent de Skrillex lui propose de tourner à l’international, ce qui l’amène à jouer partout dans le monde, dans des festivals comme Dour ou Coachella. En France, il participe à des événements en association avec la marque Tealer, et collabore avec Birdy Nam Nam,,,.
UZ s’installe aux États-Unis et signe sur le label Mad Decent, qui comprend des noms comme Diplo ou Flosstradamus. Plus tard, il fonde son label Quality Good Music. Il rentre en France avec sa famille quelque temps avant le confinement de la pandémie de COVID-19. On a pu le voir apparaitre sur la chaine de Red Bull Binks en compagnie du rappeur Zikxo,.
Le producteur français Yellow Bird et le guadeloupéen CashMoneyAP sont d'autres précurseurs de la scène trap française. Ils grandisent en écoutant, entre autres, du zouk, du kompas, du dancehall et du rap américain. Ils se lancent dans la production à l’adolescence avec le logiciel Fruity Loops. Il poste des type beats sur internet, principalement dans le style de Young Thug, Future, Drake. Youtube est au cœur de leur stratégie de placement de productions, qui leur permet de faire leur publicité. Ils vendent ensuite leurs productions via le site BeatStars,.
Il produit pour Soulja Boy, Chief Keef, Fredo Santana, Famous Dex, Lil Skies, NLE Choppa, Migos, Ski Mask The Slump God, Youngboy Never Broke Again, Ty Dolla Sign, DaBaby, Megan Thee Stallion. Joke, Booba, Freeze Corleone, Hayce Lemsi, Lacrim, La Fouine, Djadja & Dinaz.

### Continuités (2015-2020)
Autour de 2015, de nombreuses voix de l'industrie musicales s'inquiètent d'une forme d'uniformisation du rap causée par la trap, ses type beat, ses punchlines et autres gimmick. En 2015, le duo PNL et le cloud rap qu'il mène va prendre le relais dans les charts et capter l'attention du public et de la critique rap. La trap est alors moins populaire. Cependant de nombreux projets trap vont voir le jour dans les années entre 2015 et 2020,.
En 2018, Ikaz Boi et le groupe 13 Block publient un EP commun Triple S, une matrice trap qui fait suite à l'album VUE du groupe sevrannais. Les rappeurs Koba LaD et Zola émergent également à cette période. Le projet Butter Bullets de Sidi Sid et Dela déjà plongé dans la trap depuis 2012 continue de développer cette esthétique sur des albums comme Ténébreuse Musique. On entend aussi de la trap chez Vald, Diddi Trix et Huntrill.
Des rappeurs issus des générations précédentes de la scène hip-hop française adoptent également la trap le temps d'un morceau, comme Rim'K, Médine ou Mac Tyer. En 2020, la rappeuse Le Juiice signe le projet Trap Mama, qui la place comme l'une des figures à suivre de la trap en France.

### Années 2020
Au début des années 2020, la trap est moins mis en avant sur la scène rap qu’au milieu des années 2010, même si elle reste l’un des courants les plus importants en France. Le succès de la drill et de courants comme le jersey ou la plugg ont attiré le gros de l’attention médiatique.
Autour de 2022, une nouvelle génération d’artistes qui jouent avec les codes de la trap prend de plus en plus de place sur la scène française. Les interprètes majeurs de cette scène sont La Fève, TH, Gapman, thaHomey ou H.LA DROGUE, Skefre, Beendo Z, Zequin. Côté producteurs, les nouveaux émergents s'appellent Kosei, FREAKEY!, Guapo ou Demna. Ces artistes sont influencés par la trap des années 2000 et 2010, mais aussi par de nouvelles influences, comme la scène de Détroit, la plugg et le DMV Flow, ce qui leur permet de se démarquer.
Cette nouvelle génération a bénéficié du soutien de comptes X (Twitter) dédié au rap, et de médias comme 1863.
Dix ans après son arrivée en France en 2013, Radio France explique en 2023 que la trap est toujours autant produite mais de manière moins épurée qu'avant : « On aurait eu du mal à y croire il y a dix ans, mais en 2023, la trap a elle aussi ses puristes. Le genre a été tellement hybridé et adapté qu’il a peu à peu laissé ses grosses spécificités de côté, et ses principaux éléments distinctifs font désormais partie des codes du rap français. Aujourd’hui, peu de rappeurs français font réellement de la trap telle qu’elle a émergé en 2012-2013. »

### Caractéristiques

#### Caractéristiques sonores
La trap a contribué à codifier la façon de rapper d'une grande partie des artistes français. On trouve dans les textes des odes à la weed et au banditisme. Le flow aussi est codifié, avec une manière de diviser les syllabes deux par deux sur chaque temps de la mesure. La langue anglaise permet de développer une idée en peu de mots, et la trap d'Atlanta se prête parfaitement à cet état d'esprit. Pour réussir à reproduire cette manière de rapper, les phrases des rappeurs français adeptes de la trap se raccourcissent. L’écriture à base de punchlines est plus fréquente.
En plus de textes plus crus et agressifs, la trap française popularise l’usage d’ad libs, des bruitages, gimmick et signatures sonores réalisées par les interprètes pour s’annoncer, ponctuer une phase, ou dynamiser un morceau. Les ad-libs étaient déjà populaires dans la trap d’Atlanta des années 2000, quand des textes plus courts ont laissé de nouveaux espaces pour s’exprimer et improviser. Ils sont particulièrement utilisés par Migos, Young Thug et Gucci Mane, qui est l’une des références phares de la trap française. En France, le rappeur Captain Roshi est l'un des pratiquants les plus reconnus des ad-libs, qu'il qualifie d'"ambiance".
Si le hip-hop des années 90 et 2000 en France reposait largement sur une culture du sample, la trap va s’en éloigner. La récupération de morceaux, ne fait pas partie de l'univers trap. L’arrivée de la trap et son succès va entrainer son lot de critiques. En 2015, le magazine Booska-P se demande si la trap ne va pas tuer le rap français, à cause de l’uniformisation des flows qu’elle amène. Une vidéo sur Youtube synthétise la critique : “France 66 millions d’habitants, 10 millions de rappeurs, un seul flow”. La vague trap est également critiquée par certaines anciennes figures du rap français, comme Joeystarr, qui déplore un trop grand usage de punchlines,.
Les séries de freestyles, comme les freestyles Shueguey de Gradur, Afro trap de MHD ou Jesuispasséchezso de Fianso, Binks to Binks de Ninho, Ténébreux de Koba La D et Tchien de Lord Makhavely vont marquer cette époque. On retrouve cette formule dans la vague Drill Française, particulièrement avec les freestyles Drill FR de Gazo.

#### Esthétique
L’âge d’or de la trap française est marquée par l’utilisation des streets clips, des clips tournés à même la rue, qui montrent souvent le quartier d’origine de l’artiste représenté. L’un des clips références du street clip en France est Pour Ceux de la Mafia K'1 Fry, réalisé par Romain Gavras et Kim Chapiron du collectif Kourtrajmé. Les clips de la trap française s’inscrivent dans une continuité de ce qui s’est amorcé dans les années 2000 avec l’arrivée de moyens de productions bas couts, ce qui a permis au clip de rap français de se renouveler et de se démocratiser. L’autre référence visuelle, ce sont les clips de la trap américaine, celle de Chicago, comme celle d’Atlanta.
L’un des réalisateurs phares de cette période est William Thomas, originaire du 18ᵉ arrondissement de Paris. Lancé à l’adolescence avec sa collaboration avec Niska, et le clip du morceau Allô Maitre Simonard qui atteint le million de vues sur YouTube, une première pour le rappeur comme le réalisateur. William Thomas compte plus de 400 clips à son actif en 2017. Parmi eux, on trouve des morceaux cultes de la trap française, comme le Freestyle PSG de Niska. William Thomas est aussi à la réalisation de clip de la deuxième génération trap française, pour des morceaux de Koba La D,.
Ce renouveau du clip, qui devient indispensable dans la recette du succès d’un morceau, démocratise de nouveaux codes visuels. La gestuelle (ou « gestu ») des rappeurs devient alors une extension de leur identité, les plus célèbres d’entre elles sont reprises massivement, comme le double rotor de Kaaris, ou la danse charo de Niska. Les deux pas seront repris respectivement par les footballeurs Paul Pogba et Blaise Matuidi comme célébration de but,.

#### Diffusion
Internet prend une place de plus importante pour la diffusion de la musique dans les années 2010. Déjà, le style de vidéos amateur qui avait mis à l’image des rappeurs comme ceux de la Sexion d'assaut dans les années 2000, se perpétuent. Ainsi, les premiers interviews de trappeurs français comme Kaaris se font sur le site N Da Hood de l’interviewer Tonton Marcel.  
Youtube devient la plateforme de diffusion et de visionnage préférée pour les clips de la trap française, et permet aux nouveaux arrivants de percer et au public de découvrir de nouveaux artistes. La plateforme est aussi le baromètre qui permet de visualiser et de déterminer le succès d’un morceau. À partir de février 2016, date à partir de laquelle la SNEP (Syndicat national de l’édition phonographique) a pris en compte les vues youtube dans les certifications de disques d’or et de platine, ce sont les plateformes comme YouTube puis les plateformes de streaming comme Spotify, Deezer et Apple Music qui prennent le lead de la diffusion digitale. Les trappeurs français qui émergent après cette période comptent leur succès en nombre de lectures, et leurs certifications sont faites sur la base de ventes digitales (ou d’équivalent vente).
Ces nouveaux modes de diffusion bénéficient de la révolution téléphonique en cours dans les années 2000 et 2010 avec la démocratisation des smartphones et la baisse des couts des forfaits mobiles, qui proposent un accès à internet facilité. Ainsi, les téléphones portables deviennent les terminaux d’écoutes préférées des années 2010, et un support de visionnage supplémentaire pour les clips.

### Afro trap
L'afro trap — aussi orthographié afrotrap et afro-trap — est un genre musical mêlant trap et divers éléments issus des musiques africaines. L'afro trap émerge au milieu des années 2010 en France sous l'impulsion du rappeur MHD, précurseur du genre. Le rappeur a pu toucher un public large après avoir publié un freestyle sur Facebook, alors qu’il était encore livreur de pizza. Ce premier morceau, posé sur l’instrumental du morceau Shekinini de PSQUARE, est visionné des millions de fois sur les réseaux sociaux.
L'afro trap est un mélange de trap et divers éléments issus des musiques africaines. MHD utilise en particulier les rythmiques du coupé-décalé. L’afro-trap est principalement pratiquée par les jeunes d'origine africaine des banlieues de grandes villes françaises. La chaîne de télévision franco-allemande Arte a décrit le style de musique afro trap comme « La musique d’une génération qui a grandi entre les sons de l’Afrique et des États-Unis ». Comme le précise le rappeur et animateur Driver dans le documentaire Paname, le grand paris du rap, on retrouve dans les textes de l’afro-trap les thématiques de la trap, et dans la production le côté afro. L’ambiance festive de l’afro-trap et les thématiques plus légères qui l’entourent (le foot, l’enjaillement, la danse) ont permis de donner une autre image des quartiers.
L'afro-trap de MHD a réussi a s'exporter au-delà des frontières de la France, avec des rappeurs qui reprennent son flow, les codes de ses clips et son style de production en Bulgarie ou en Espagne.

### E-trap
L’e-trap est un courant de la trap francophone arrivé dans les années 2020 et principalement incarné par le rappeur TH, qui s’est même tatoué le terme E-TRAP sur le cou. Le style se base sur les mêmes principes que la trap classique (kicks, charlestons, grosses caisses, caisses claires) et y ajoutent des sonorités et gimmicks électroniques. Ces sonorités évoquent parfois des appareils technologiques. L’électronique est aussi présent dans les thèmes abordés dans les textes de l’e-trap, qui font références à l’IA, aux robots et autres avancées technologiques.
La trap s’était déjà mélangée à la musique électronique au début des années 2010, avec les productions de Hudson Mohawke, DJ Snake ou Girl Unit. À cette époque, d’autres courants de la trap s’était développées comme le trapstep, la trap EDM ou l’acid trap. En France, le rappeur A2H avait posé en 2013 sur Chimes, une production de trap électronique d’Hudson Mohawke.Le producteur Ikaz Boi a signé deux EP inspirés de la trap EDM : Ketamine Trap Volume 1 & 2.

## Filmographie
- 2019 : Lost in Traplanta (web-série d'Arte) de Mathieu Rochet.